# 캠프 저스티스

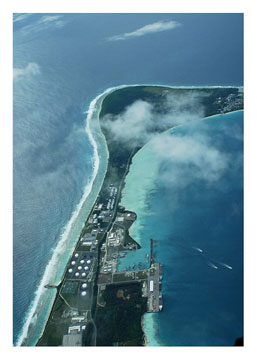

캠프 저스티스, 캠프 썬더 코프(영어: Camp Justice, Camp Thunder Corp)는 영국령 인도양 지역의 수도이자 미군, 영국군의 해군 기지이다. 차고스 제도의 일부분인 디에고가르시아섬에 위치해 있다.